# Vasil Kušej
Vasil Kušej, né le 24 mai 2000 à Ústí nad Labem en Tchéquie, est un footballeur international tchèque qui évolue au poste d'ailier droit au SK Slavia Prague.

## Biographie

### En club
Né à Ústí nad Labem en Tchéquie, Vasil Kušej est notamment formé par le club local du FK Ústí nad Labem. Il fait ensuite un passage au FK Teplice où il se fait repérer par des recruteurs du SG Dynamo Dresde durant un tournoi de jeunes où il termine meilleur buteur. Le club allemand continue ensuite de suivre le joueur, qui retourne au FK Ústí nad Labem avant de rallier le Dynamo Dresde à l'été 2015.
Le 2 septembre 2019, Vasil Kušej est prêté au FC Wacker Innsbruck, en deuxième division autrichienne.
En août 2020, Vasil Kušej fait son retour au FK Ústí nad Labem sous la forme d'un prêt d'une saison. Il découvre alors la deuxième division tchèque.
Après une période d'essai, Vasil Kušej s'engage en faveur du FK Mladá Boleslav le 20 janvier 2023. Il signe un contrat courant jusqu'en juin 2025.
Kušej inscrit son premier but pour le club le 18 février 2023, lors d'une rencontre de championnat face au FC Hradec Králové. Titulaire, il donne la victoire à son équipe en étant le seul buteur de la partie.
Le 16 janvier 2024, Kušej prolonge son contrat au FK Mladá Boleslav jusqu'en juin 2026.

### En sélection
En forme avec son club du FK Mladá Boleslav, Vasil Kušej est convoqué pour la première fois avec l'équipe nationale de Tchéquie en novembre 2023, par le sélectionneur Jaroslav Šilhavý. Il honore sa première sélection lors de ce rassemblement, contre la Moldavie le 20 novembre 2023. Il entre en jeu et les Tchèques s'imposent sur le score de trois buts à zéro ce jour-là.